# موقع المنجارة الأثري
المجارة أحد المواقع الأثرية في منطقة جازان جنوب المملكة العربية السعودية.

## الموقع
تقع المِنجارة إلى الشمال من مدينة جازان الحالية بنحو 5 كم على الطريق القديم الواصل بينها وبين مدينة صبيا٬ وتمتد تلالها الأثرية من مجرى الوادي القادم إليها من جهة الحفائر إلى ساحل البحر٬ ويربو طولها على كيلومتر واحد ونصف الكيلومتر من الشرق إلى الغرب.

## الوصف
يبدو أن المنجارة من المدن القديمة في ساحل جازان٬ وأنها عاشت جانبًا من حياتها في فترة ما قبل الإسلام٬ ويعزز هذا الاحتمال العثور على بعض الدلائل الأثرية التي تحمل من الخصائص ما يشير إلى أنها كانت مأهولة في ذلك العصر. كما أن هناك دلائل أخرى تشير إلى أنها كانت معروفة في العصر الأموي٬ بدليل العثور على عدد من الدراهم الفضية العائدة إلى ذلك العصر في موقعها الأثري٬ ومنها درهمان أمويان مؤرخان٬ أحدهما ضرب في عهد عبد الملك بن مروان سنة 86 هـ / 705م٬ والآخر ضرب في عهد ابنه الوليد بن عبد الملك سنة 90 هـ / 708م. يضاف إلى ذلك اعتقاد أن المنجارة كانت معاصرة في بعض مراحل ازدهارها لمدينة المنارة٬ إحدى أهم المدن الإسلامية في دلتا وادي جازان٬ بدليل العثور في موقع الأولى على نماذج فخارية شبيهة بتلك التي عُثر عليها في موقع الثانية٬ وقد امتد العمران في المدينتين إلى القرن العاشر الهجري (السادس عشر الميلادي)٬ حيث شهد هذا القرن خراب مدينة المنارة٬ أما المنجارة فقد امتد بها العمران بعد ذلك نحو قرن من الزمان٬ حيث يغلب على الظن أنها اندثرت في القرن الحادي عشر الهجري (السابع عشر الميلادي).

## الاستكشاف
شملت المواقع الأثرية بدلتا وادي جازان بالمسح الأثري الذي أجرته وكالة الآثار والمتاحف حاليا للمنطقة الجنوبية من المملكة العربية السعودية في عام 1400 هـ / 1980م٬ حيث أشار التقرير المبدئي الذي أُعد نتيجة لذلك المسح إلى أن سهل تهامة الساحلي في تلك الجهة فيه أكبر تجمع للمدن القديمة على الضفة الشمالية لوادي جازان٬ وأن مناطق الاستيطان القديمة فيه تمتد من الساحل إلى الداخل نحو 15 كم. يتضح مما ذكر أن دلتا وادي جازان كانت عامرة بالقرى والمدن التاريخية٬ وأنها بسبب عوادي الزمن اضمحلت واندثرت ومحيت
من الوجود سوى بقاء حلقة مترابطة من المواقع الأثرية المتجاورة في بعض المواقع المرتفعة وسط الوادي وعلى عدوتيه الشمالية والجنوبية.
مستطيل أرضيته التراب وسقفه من الطوب كل طوبة 40×45 س م وذلك السقف غطاء لما يشبه صندوقاً من قوالب المصفوفة جوانباً، ويبلغ طول المستطيل متران وعرضه 45 سم وارتفاعه 45 سم، ووجد هيكل بشري من جهة الغرب.